# Res de nou a l'oest (pel·lícula de 1930)
Res de nou a l'oest (títol original en anglès: All Quiet on the Western Front) és una pel·lícula estatunidenca dirigida per Lewis Milestone, produïda per Universal Studios estrenada el 1930. És una adaptació de la novel·la homònima d'Erich Maria Remarque (títol original, Im Westen nichts neues ). La pel·lícula forma part del National Film Registry, una arxiu de pel·lícules conservada a la Biblioteca del Congrés dels Estats Units.
Ha estat motiu de nombrosos disturbis organitzats pels Nazis en els cinemes alemanys. Va ser finalment prohibida només una setmana després de la seva estrena, l'11 de desembre de 1930, pel «Film-Oberprüfstelle», el comitè de censura cinematogràfica de l'època.

## Antecedents antibèl·lics
Conjuntament amb J'accuse (1919), d'Abel Gance, com precedent de qualitat, i realitzada quasi al mateix temps que Westfront 1918, l'altra gran al·legat antimilitarista dels anys trenta, és conseqüència de la perplexitat i el desastre moral que suposà la Primera Guerra Mundial i amb la que es reparteix la dada curiosa de ser soldats alemanys els grans protagonistes, perdedors per partida doble. All Quiet in the Western Front marca un abans i un després en l'apropament del cinema al fenomen de la guerra, i obre el camí a produccions posteriors com Senders de Glòria (1957), i de Stanley Kubrick o les més contemporànies Platoon (1986) i Nascut el 4 de juliol (1989), ambdues dirigides per Oliver Stone, i Capità Conan (1996), de Bertrand Tavernier, el qual denominador comú, independentment de d'ubicació física i temporal del conflicte armat, és una crítica ferotge a l'estament militar en primer lloc i a la catarsi col·lectiva que quasi de manera invariable acompanya a tots els conflictes bèl·lics en el moment del seu inici.

## El parany per la joventut
En tota època i lloc,conceptes com el deure i la lleialtat envers la pàtria són el banderí d'enganxó al que s'agafen amb força quasi suïcida milions de joves que al igual que Paul Baümer protagonista d'aquest film travessen un llarg i penós període de conscienciació que culmina en la mort o en el descreu-re i la decepció més absoluta. Tot el que en un principi sembla l'avanç d'una glòria que es pot tocar amb els dits es converteixen en pocs temps en una mentida de tràgiques conseqüència, en una espiral de violència que ha desterrat el romanticisme i els bons sentiments, perquè en realitat es tracta de matar per no ser mort, i encara en última instància alguns aconsegueixen mantenir-se amb vida, l'estrall causat per tanta desesperació es converteix en una insuportable càrrega moral que cap discurs és capaç d'alleugerar.

## Argument
Finalitza l'estiu de 1914 i Alemanya, segueix amb les seves aliances amb l'Imperi Austre-hongarès i amb varies potències menors declara la guerra a França, Anglaterra i els aliats d'aquesta última. Acaba d'iniciar-se la major conflagració bèl·lica que ha conegut la història, però en aquest moment recorre Europa una imparable onada de patriotisme que porta a allistar-se voluntàriament a centenars de milers de joves que a penes ahir abandonaven els estudis secundaris.
Incapaços de sostreure a l'ambient general que ha generat aquest garbuix d'exaltació bèl·lica, quatre nois alemanys es deixen convèncer pel discurs inflamant del seu professor d'institut i corren a integrar-se en un dels molts batallons que s'estan formant en la seva ciutat nadiua. Per a ells, la guerra suposa la promesa de l'heroisme i l'aventura, i la mort, encara que possible, se'ls i acudia com un destí viril i fins i tot ermós en estar directament relacionat amb el servei a aquesta entitat difusa, però omnipresent, que és el concepte de pàtria.
Després d'un esgotador període d'entrenament en el transcurs del qual tenen ocasió de comprovar en primera persona aspectes tant dispars com la camaraderia i l'arbitrarietat amb què els comandaments inferiors i superior maneguen a la tropa, els joves amics arriben per fi al front amb una sensació mescla d'expectació i por. Dintre seu comencen a plantejar-se que tal vegada havien pres una decisió equivocada, però les coses succeeixen tan de-presa i la moral de moment és tan alta que cap d'ells gosa a expressar els seus temors fins que els trets i l'esclat dels primers obusos causen algunes baixes al seu voltant. Això és el punt d'inflexió, el coneixement de la mort cara a cara i desproveïda de qualsevulla mica de glòria, i l'inici de la traumàtica que els portarà a sofrir l'estrès i la desesperació del soldat, a embrutir-se fins al punt de perdre la consciència de si mateixos, en suma, a convertir-se en perfectes peces de recanvi d'un joc macabre que respon a obscurs interessos i en el que únicament importa matar o morir. És sols qüestió de temps que la guerra vagi cobrant-se el seu tribut, mentre romanen, si per cas accentuats pel rigor de la vida en les trinxeres, la deixadesa dels comandaments, la fam i una insuportable melangia d'aquesta llar que la majoria no tornaran a veure.

## Premis i nominacions

### Premis
- Oscar a la millor pel·lícula per Carl Leammie Jr.[10][11]
- Oscar al millor director per Lewis Milestone[10][11]

### Nominacions
- Oscar al millor guió adaptat per George Abbott, Maxwell Anderson i Del Andrews[10][11]
- Oscar a la millor fotografia per Arthur Edeson[10][11]